# IBM 801
O IBM 801 foi a primeira máquina de arquitetura RISC fabricada pela IBM em meados dos anos 70. Trata-se de um projeto oriundo dos Supercomputadores. Este nome 801 refere-se ao prédio em que o projetista John Cocke trabalhou, que foi dado em sua homenagem.